# 2021 en Norvège
Chronologie de la Norvège
- 2017
- 2018
- 2019
- 2020
- 2021
- 2022
- 2023
- 2024
- 2025

Cet article présente les faits marquants de l'année 2021 en Norvège ou relatifs à la Norvège.

## Gouvernance
- Harald V est roi de Norvège.
- Erna Solberg dirige le gouvernement jusqu'au 14 octobre puis Jonas Gahr Støre forme un nouveau gouvernement.

## Événements
- Les élections législatives norvégiennes de 2021 (en norvégien : Stortingsvalget 2021) se tiennent le 13 septembre 2021 afin d'élire les 169 députés de la 63e législature du Storting pour un mandat de quatre ans. Le scrutin voit la victoire des forces de gauche dont le Parti travailliste, arrivé en tête. Son chef, Jonas Gahr Støre succède par conséquent à la Première ministre conservatrice Erna Solberg le 14 octobre suivant, à la tête d'un gouvernement minoritaire en coalition avec le Parti du centre.
- Les élections législatives samies de Norvège ont lieu le 26 septembre 2021 en même temps que les élections législatives norvégiennes afin de renouveler pour quatre ans les 39 membres du Parlement sami de Norvège[1].
- L'attentat de Kongsberg est survenu le 13 octobre 2021 lorsqu'un homme a tiré sur huit personnes avec un arc et des flèches à Kongsberg, dans le comté de Viken, en Norvège, une ville située à environ 70 kilomètres au sud-ouest de la capitale Oslo. Cinq personnes ont été tuées et trois autres ont été blessées[2]. Un suspect de sexe masculin, un Danois de 37 ans, a par la suite été placé en garde à vue.

## Sport
- Les championnats du monde de lutte 2021 ont lieu du 2 octobre au 10 octobre 2021 à Oslo, en Norvège[3].
- La Norvège participe aux Jeux olympiques de 2020 à Tokyo au Japon. Il s'agit de sa 26e participation à des Jeux d'été.

### Cyclisme
- L'Arctic Race of Norway 2021 est la 8e édition de cette course cycliste masculine sur route. Elle a lieu du 5 août 2021 au 8 août 2021 en Norvège et Finlande et fait partie du calendrier UCI ProSeries 2021 et a été remportée par le Belge Ben Hermans.
- La 10e édition du Tour de Norvège a eu lieu du 19 août 2021 au 22 août 2021, après avoir été initialement prévu en mai[4]. La course fait partie du calendrier UCI ProSeries 2021 en catégorie 2.Pro. Elle fait son retour après son annulation l'année précédente en raison de la pandémie de Covid-19.
- La 7e édition du Tour de Norvège féminin a lieu du 12 août au 15 août 2021. Elle fait partie de l'UCI World Tour.

### Football
- Le championnat de Norvège féminin de football 2021 est la 35e édition du championnat de Norvège féminin. Les dix meilleurs clubs de football féminin de Norvège sont regroupés au sein d'une poule unique, la Toppserien, où ils s'affrontent deux fois au cours de la saison, à domicile et à l'extérieur.
- La saison 2021 du Championnat de Norvège de football est la 77e édition de la première division norvégienne. Les seize équipes s'affrontent au sein d'une poule unique, en matches aller-retour, à domicile et à l'extérieur. À l'issue de la saison, les deux derniers du classement sont relégués et remplacés par les deux meilleures formations de 1. divisjon, la deuxième division norvégienne. Le club classé 14e doit disputer un barrage de promotion-relégation face au vainqueur du tournoi accession de deuxième division. FK Bodø/Glimt est le tenant du titre. Lillestrøm SK et Tromsø IL accèdent à l'élite norvégienne.

## Culture

### Chanson
- La Norvège est l'un des trente-neuf pays participants du Concours Eurovision de la chanson 2021, qui se déroule à Rotterdam aux Pays-Bas. Le pays est représenté par le chanteur TIX et sa chanson Fallen Angel, sélectionnés lors du Melodi Grand Prix 2021. Le pays se classe 18e avec 75 points lors de la finale.

### Cinéma
Certains de ces films ne sont que partiellement Norvégiens.
- Costa Brava, Lebanon est un film dramatique libanais, français, espagnol, suédois, danois, norvégien et qatari réalisé par Mounia Akl et sorti en 2021.
- Flee (Flugt) est un documentaire d'animation dano-franco-norvégio-suédois écrit et réalisé par Jonas Poher Rasmussen et sorti en 2021.
- The Innocents (De uskyldige, litt. « L'innocent ») est un film américano-finlando-dano-suédo-norvégien[5] écrit, co-produit et réalisé par Eskil Vogt, sorti en 2021.
- Julie (en 12 chapitres) (Verdens verste menneske) est un film norvégo-franco-dano-suédois co-écrit et réalisé par Joachim Trier, sorti en 2021.
- Margrete : Reine du Nord' (danois : Margrete den Første) est un film danois réalisé par Charlotte Sieling, sorti en 2021.
- Ninjababy est un film norvégien réalisé par Yngvild Sve Flikke, sorti en 2021.
- The North Sea (Nordsjøen) ou La Mer en feu au Québec, est un film catastrophe norvégien de John Andreas Anders en sorti en 2021. Il a pour cadre les plateformes pétrolières en mer du Nord[6].
- Pagten est un film danois réalisé par Bille August, sorti en 2021.
- The Trip (I onde dager) est une comédie noire norvégienne coécrite et réalisée par Tommy Wirkola, sortie en 2021.
- Trois Vœux pour Cendrillon (Tre nøtter til Askepott) est film de conte de fées norvégien réalisé par Cecilie Mosli et sorti en 2021.

## Naissances
- Naissance en Norvège en 2021

## Décès
- Décès en Norvège en 2021